# Robert Reitzel
Robert Reitzel (ur. 27 stycznia 1849 w Weitenau, zm. 31 marca 1898 w Detroit) – niemiecki pisarz, dziennikarz, mówca i redaktor czasopisma Der arme Teufel. Był aktywny głównie w Ameryce Północnej.

## Życiorys
Dorastał w Weitenau w południowej Badenii (dziś część Steinen). Podczas gdy jego ojciec, będący nauczycielem w szkole podstawowej i poetą, Reinhard Reitzel (1812-1889) „nie był człowiekiem postępowym”, jego matka, kobieta wykształcona, była oddana rewolucji marcowej 1848. To ona nadała synowi imię po Robercie Blumie, bohaterze rewolucji, który został zastrzelony w Wiedniu pod koniec 1848. Reitzel uczęszczał najpierw do liceum im. Karla Friedricha w Mannheim, a następnie do liceum im. Bismarcka w Karlsruhe, ale najprawdopodobniej miał trudności z dostosowaniem się do dyscypliny panującej w tych instytucjach i w 1869, dwa miesiące przed maturą, został wydalony bez konkretnego powodu. Jego ojciec był bardzo zasmucony tym faktem: „Najsmutniejsze nie jest to, że stał się nikim, ale to, że chce stać się nikim”. Sprawozdania, według których Reitzel ostatecznie ukończył maturę, a następnie przerwał studia teologiczne. Wkrótce zdecydował się na emigrację do Ameryki. Już w lipcu 1870 przybył do Nowego Jorku.
W Ameryce Reitzel przebywał początkowo jako włóczęga i robotnik wędrujący, aż do początku 1871, kiedy dostał możliwość awansu na stanowisko kaznodziei dla secesjonistycznej wspólnoty wyznaniowej. Jednak jego doświadczenia z wiernymi, jak również konfrontacja z doktrynami, które głosił, szybko uczyniły go zdecydowanym wrogiem religii. Mimo że od 1872 miał rodzinę na utrzymaniu, postanowił opuścić dotychczasowe stanowisko będące źródłem jego dochodu. Z powodu swoich zdolności oratorskich wkrótce stał się bardzo popularnym mówcą i znalazł aprobatę wśród licznych niemieckich stowarzyszeń robotniczych i obywatelskich w całym kraju - wśród których wielu weteranów rewolucji 1848 nadal wysoko ceniło sobie rewolucyjne i wolnościowe ideały – co zapewniło mu nowe źródło utrzymania. Tematami, o których wielokrotnie mówił, oprócz antyklerykalizmu i krytyki religii, były kwestie krytyki społecznej: socjalistyczne i anarchistyczne sposoby przezwyciężania kapitalistycznej nędzy. Publikował teksty na te tematy m.in. w czasopiśmie Der Sozialist.
Podczas lat spędzonych jako mówca przed niezależnymi zgromadzeniami, Reitzel obmyślał plan wydawania własnej gazety. Miał gotową nazwę na długo przed tym, jak pismo ostatecznie się ukazało: Der arme Teufel (niem. Biedny Diabeł). Jest to „właściwa nazwa dla publikacji, która patrzy na świat okiem istoty ludzkiej takiej, jaką jest”. Reitzel mógł zrealizować swój plan dopiero w 1884, z pomocą przyjaciela, któremu udało mu się przekształcić gazetę w „najbardziej rozpowszechnione niemieckojęzyczne pismo literackie, jakie kiedykolwiek ukazało się w Ameryce”. Ukazywało się jako tygodnik nieprzerwanie aż do śmierci Reitzela i było kontynuowane przez przyjaciół w kolejnych latach: dobiło do szesnastu tomów o łącznej liczbie 822 numerów. Max Nettlau opisał Reitzela jako głównego autora swojej gazety: „skarbem szczerych i wolnościowych i buntowniczych uczuć oraz myśli, nowatorskiej krytyki społecznej i rozszarpującej władzę we wszystkich jej formach, otwartej, jak i ukrytej”. Sam Reitzel postrzegał siebie - w Programie swojej gazety - z polubownym i ironicznym dystansem do współczesnych sobie anarchistów: „Pozostawiam moim przyjaciołom Tuckerowi i Mostowi walkę o to, kto reprezentuje prawdziwy anarchizm. Jestem tylko biednym diabłem, który nie myśli w ogóle o społeczeństwie przyszłości, który walczy z każdym przymusem, każdą niesprawiedliwością, każdą prawdą, bez względu na to, jak bolesna by ona nie była, i który potrafi żyć niezależnie pomimo państwa, kościoła i norm społecznych”.

## Wybrane prace
- Das Reitzel-Buch. Einem Vielgeliebten zum Gedächtnis Detroit, 1900
- Ausgewählte Schriften. Erste Folge: Abenteuer eines Grünen. Chicago, 1902
- Des Armen Teufels gesammelte Schriften in drei Bänden. red. v. Reitzel-Club, Detroit, 1913 (ok. 1500 str.)
- „Ich will nur auf einem Ohre schlafen, damit ich keinen Weckruf zur Freiheit verpasse…“ wybór pism, red. von Manfred Bosch. Wydawnictwo Karin Kramer, Berlin 2004, ISBN 3-87956-292-X.